# Маленька рибка
Маленька рибка (Little Fish) — американський науково-фантастичний романтичний драматичний фільм 2021 року. Режисував Чад Гартіган за сценарієм Метсона Томліна. Сюжет заснований на однойменній новелі 2011 року Аджі Габель. Світова прем'єра мала відбутися на кінофестивалі «Трайбека» 17 квітня 2020 року. Проте фестиваль було відкладено через пандемію COVID-19. У вересні 2020 року IFC Films набула прав на поширення фільму і випустила його в кінотеатрах 5 лютого 2021 року.

## Про фільм
У світі почалася дивна епідемія, внаслідок цього люди почали втрачати пам'ять.
Пара молодят бореться, щоби зберегти свої відносини, оскільки вірус поширюється і загрожує знищити історію їхнього кохання.

## Знімались
| Актор           | Роль    |
| --------------- | ------- |
| Олівія Кук      | Емма    |
| Джек О'Коннелл  | Джейд   |
| Соко            | Саманта |
| Рауль Кастільйо | Бен     |

## Сприйняття
На сайті «Rotten Tomatoes» фільм має рейтинг схвалення 91 % на основі 47 оглядів, з середнім рейтингом 7.3/10. За даними «Metacritic», у фільму 70 балів зі 100, він отримав загалом позитивні відгуки